# De Parijse sfinks
De Parijse sfinks is een werk van Alfred Stevens, een Parijse schilder met Brusselse komaf. Het behoort tot de collectie van het Koninklijk Museum voor Schone Kunsten Antwerpen, waar het te vinden is onder inventarisnummer 1373.

## Context
Alfred Stevens werd op 11 mei 1823 te Brussel geboren. Zijn opleiding kreeg hij in het Brusselse atelier van François-Joseph Navez, een enorm succesvolle portrettist. Stevens behoorde tot de generatie van Jozef Lies, Frans Lamorinière en Lieven de Winne. Zijn opleiding kreeg hij samen met Charles de Groux, Eugène Smits en Jan Frans Portaels. Alfred Stevens en zijn broers groeiden op bij hun grootvader, dewelke het bekende Brusselse ‘Café de l’amitié’ uitbaatte. Dat was een andersdenkende, progressieve en culturele hotspot. Stevens’ afkeer voor historieschilderkunst uitte zich in zijn reactie tegen de gangbare heroïsche romantiek uit zijn tijd. Daarover zou hij later schrijven: 'het historisch onderwerp is uitgevonden toen men zich niet meer voor de schilderkunst op zichzelf interesseerde en men maakte elkaar geestdriftig tegen de politieke opvattingen van de restauratie in heftige discussies.' Twee constanten doordrongen zowel zijn opvoeding als zijn latere oeuvre: realisme in zijn kunst en burgerlijk materialisme in zijn levensstijl.
Het was Camille Roqueplan die Stevens overhaalde naar Parijs te verhuizen. Hij emigreerde definitief in 1851. Ook zijn broers trokken naar Parijs. Joseph werd er een gevierd dierenschilder en Arthur verzorgde als criticus de beste reclame voor zijn broers. Eén van hen, Alfred, groeide in Parijs uit tot een society-figuur die bijna twintig jaar lang de mode-genreschilderkunst beheerste. Na zich eerst gefocust te hebben op realistische, sociaal bewogen werken (1844), opteerde hij rond 1855 steeds meer voor thema’s uit het leven van chique burgerdames. Hij beeldde ze allen af met hun ingewikkeld kapsels, drukke, kleurige kleding en opschik.
Het Tweede Keizerrijk was een zeer burgerlijke en welvarende periode waarin Stevens de kroniekschrijver bij uitstek werd van de demi-mondaines. In tegenstelling tot Franz Xaver Winterhalter, de officiële portrettist van de Franse keizerlijke familie en Stevens belangrijkste rivaal in het genre, koos Stevens zijn modellen uit de rijke geldadel. Dat waren modebewuste dames die in hun stijl sterk beïnvloed werden door beroemdheden uit de toenmalige high society. De demi-mondaines lieten zich onderhouden door hun welgestelde minnaars en hadden veelal niets te doen. Ze lazen boeken, wachtten op de thuiskomst van hun minnaars, maakten zich op en vertoefden op of in salons, tentoonstellingen en badsteden als Vichy en Trouville. Stevens observeerde het salon kritisch en gaf het met een bijna Vlaamse zin voor realiteit weer.
Zijn fascinatie voor de vrouwelijke figuur in de kunst blijkt uit een van de 360 aforismen uit Steven’ Impressions sur la peinture. Daarin stelt hij: 'Gods meesterwerk is het menselijk gelaat; de blik van een vrouw bezit meer charme dan het mooiste landschap of zeezicht en meer aantrekkingskracht dan een zonnestraal'. Zijn keuze voor burgerlijke dames was ongezien. Voordien speelden vrouwelijke figuren eerder een mythologische of historische rol in de schilderkunst. Stevens toonde hen echter als kostbare voorwerpen in rijk gedecoreerde vertrekken. Zijn schilderijen, waarin hij de vrouwen meestal zonder echtgenoot en slechts uitzonderlijk met kind voorstelde, zijn meestal een samenvloeiing van individuele portretten en types. Individuele vrouwen verdwenen namelijk achter hun modieuze kledij en stereotiepe houdingen. Het gaf zijn schilderijen een zweem van theatraliteit en valse gevoeligheid. De vrouwentypes werden door Joris-Karl Huysmans omschreven als 'des petites femmes, qui ne sont plus des flamandes et qui ne seront jamais des Parisiennes'. De gracieuze houdingen en elegante lichamen zijn Frans, maar toch horen de vrouwen eerder thuis in Vlaanderen. Stevens’ personages hebben vaak zware gelaatstrekken met een brede kin en korte, stevige armen en handen.
In 1863 werd Stevens benoemd tot Ridder in het Legioen van Eer. Een jaar later oogstte Gustave Moreau groot succes op de Parijse Salon met zijn mythologische Oedipus en de sfinks. Hij schilderde de sfinks als een monster met leeuwenlijf en hoofd en borsten van een vrouw. De sfinks was een zeer geliefd symbool dat in de negentiende eeuw een van de meest voorkomende zinnebeelden was van de wellust. Het is dan ook niet verwonderlijk dat Alfred Stevens een sfinks schilderde. Waarschijnlijk werd hij rechtstreeks beïnvloed door Moreaus sfinks, maar nam hij het thema minder letterlijk over.
1867 was een succesjaar voor de Brusselse schilder. Hij kreeg op de wereldtentoonstelling van dat jaar een aparte ruimte waarin hij achttien schilderijen kon ophangen. Hij  werd door keizer Napoleon III benoemd in het Legioen van Eer en de keizerlijke en koninklijke bestellingen stroomde binnen. Het jaar daarvoor werd hij benoemd tot officier in de Leopoldsorde. Daaruit blijkt onder meer het succes dat hij reeds tijdens zijn leven kende. Hij rekende Eugène Delacroix (die op zijn huwelijk in 1858 aanwezig was), Alexandre Dumas jr., Edouard Manet, James Abbott McNeill Whistler en Emile Zola tot zijn vrienden. Tijdgenoten prezen hem. De dichter Robert de Montesquiou noemde hem 'le sonnettiste de la peinture' en Charles Baudelaire sprak over 'le prodigieux parfum de peinture'. Stevens werd naar analogie met de Comédie humaine van Balzac de schilder van de Comédie féminine genoemd. Later, na 1870, slinkt Stevens' populariteit en moet hij van Charles Baudelaire in Pauvre Belgique lezen: "Le grand malheur de ce peintre minutieux, c'est que la lettre, le bouquet, la chaise, la bague, la guipure, etc. deviennent l'objet important, l'objet qui crève les yeux. [A.S.] est un peintre parfaitement flamand, en tant qu'il ait de la perfection dans le néant, ou dans l'imitation de la nature, ce qui est la même chose."
De Parijse sfinks vervult een schakelfunctie binnen Stevens’ oeuvre. Kunsthistorici omschrijven het als een van de beste werken van de mondaine genreschilderkunst door de soberheid en concentratie op schilderkunstige middelen. Paradoxaal genoeg is het ook een werk dat het minst gebonden is aan dit mondaine milieu. Naast de sfinks uit het Koninklijk Museum voor Schone Kunsten Antwerpen zijn nog twee andere Parijse sfinksen bekend. Eén daarvan bevindt zich in een Amerikaanse privécollectie (ca. 1870). De andere bevindt zich in het Clark Art Institute te Williamstown (Massachusetts, Verenigde Staten; ca. 1880). De Parijse sfinks uit Antwerpen is als het ware hun zomerse zusje.

## Beschrijving
De sfinks, een frontaal afgebeelde jonge vrouw, lijkt op het eerste zicht niet fataal. Ze heeft haar haar netjes opgestoken en is keurig aangekleed. Ze draagt een luchtig, elegant, wit mousselinen kleed, voorzien van vage blauwe, rode en gele bloempjes. Om haar hals draagt ze een bontsjaal en een zwarte tullen sjaal bedekt deels haar linkerarm. Ze kantelt haar hoofd licht en brengt sierlijk haar vingers aan haar lippen. Ze straalt tegelijkertijd gratie en jeugdige frisheid uit, tegelijk de nonchalance van de burgerlijke romantiek.
Stevens schilderde een neutrale bruine achtergrond zonder attributen die de sfinks kunnen identificeren. In tegenstelling tot wat de naam doet vermoeden, zijn er geen dode mannen of wapens te zien. Op de titel van het werk na, doet eigenlijk niets vermoeden dat ze kwaad in zich draagt. Waarom noemde Stevens deze jonge vrouw een sfinks? Wat is haar geheim? Is ze gevaarlijk? Verbergt ze onder haar onschuldige uiterlijk de dodelijke instincten van een roofdier? Of is ze slechts een naïef meisje, verloren in haar dagdromen?
Haar benaming als sfinks heeft waarschijnlijk geen betrekking op haar geheimzinnige identiteit, maar op haar houding en blik. Haar hoofd lichtjes ondersteunend, staart ze dromerig voor zich uit in de richting van de toeschouwer. Ze heeft iets ondoorgrondelijks, iets waarover het publiek kan blijven speculeren. Door haar de benaming ‘sfinks’ mee te geven, versterkte Stevens de zweem van mysterie die rond de feitelijk gewone Parijse burgerdame hangt.
In De Parijse sfinks doet Stevens afstand van het vertellende aspect dat zijn andere schilderijen zo sterk kenmerkt. Het is bovendien een werk waarin zijn belangstelling voor het luminisme aan de oppervlakte komt. Door een onzichtbare, schuingerichte lichtbron op het hoofd van de vrouw te richten, creëerde hij een poëtische krans rondom haar gelaat. In zijn schilderwijze en coloriet, dat verlevendigd wordt door het luminisme, is de invloed van het jonge impressionisme duidelijk. Zijn meer gebruikelijke gladde schilderwijze maakt hier plaats voor een verfijnde neiging naar suggestie. Kunsthistorici typeren de kleurenverdeling op dit werk tot zijn meest schilderkunstige verwezenlijkingen. De frisse tinten van het kleed en de zachte glans van de sfinks haar jonge huid worden versterkt door de bruine achtergrond. Ze verbreken tevens het statische karakter van de figuur.

## Referentielijst
Zie Léon Frédéric, Parodie van de Parijse sfinx van Alfred Stevens, (1887), PV.
1. 1 2 3 4 5 6 7  Leen de Jong, in Openbaar Kunstbezit Vlaanderen 1971, p. 4-4b.
2. ↑  Jan Lea Broeckx in Musea van België. Koninklijk Museum voor Schone Kunsten te Antwerpen. Moderne meesters, 1958, nr. 5; Leen de Jong, in Moderne Meesters in het Koninklijk Museum, 1992, nr. 6.
3. ↑  https://www.kmska.be/nl/collectie/highlights/Parijse_sfinks.html
4. ↑  Leen de Jong, in Het Museumboek. Hoogtepunten uit de verzameling, 2003, p. 142; Leen de Jong, in Openbaar Kunstbezit Vlaanderen 1971, p. 4-4b.
5. ↑  Leen de Jong, in Het Museumboek. Hoogtepunten uit de verzameling, 2003, p. 142.
6. ↑  Topstukken, 2007.
7. ↑  De Parijse sfinks op kmska.be; Leen de Jong, in Het Museumboek. Hoogtepunten uit de verzameling, 2003, p. 142.
8. ↑  Jan Lea Broeckx in Musea van België. Koninklijk Museum voor Schone Kunsten te Antwerpen. Moderne meesters, 1958, nr. 5.
9. ↑  Christien Oele, in Fatale vrouwen. 1860-1910, 2003, p. 158; Leen de Jong, in Openbaar Kunstbezit Vlaanderen 1971, p. 4-4b.
10. ↑  Christien Oele, in Fatale vrouwen. 1860-1910, 2003, p. 158; Jan Lea Broeckx in Musea van België. Koninklijk Museum voor Schone Kunsten te Antwerpen. Moderne meesters, 1958, nr. 5.
11. ↑  Christien Oele, in Fatale vrouwen. 1860-1910, 2003, p. 158; Topstukken, 2007.
12. ↑  Leen de Jong, in Moderne Meesters in het Koninklijk Museum, 1992, nr. 6.
13. ↑  Leen de Jong, in Openbaar Kunstbezit Vlaanderen 1971, p. 4-4b; Jan Lea Broeckx in Musea van België. Koninklijk Museum voor Schone Kunsten te Antwerpen. Moderne meesters, 1958, nr. 5; Topstukken, 2007.